# 사우스뱅크 센터

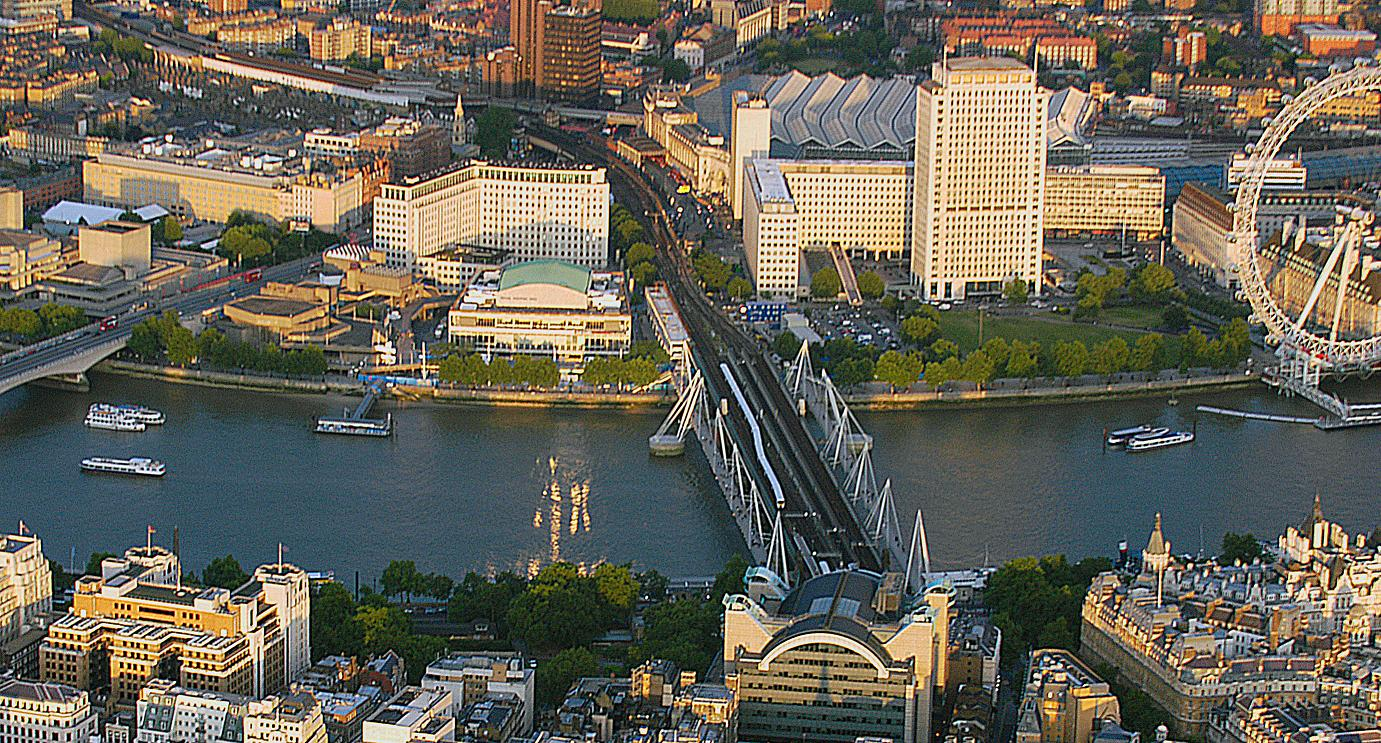
사우스뱅크 센터

사우스뱅크 센터(영어: Southbank Centre)는 잉글랜드 런던에 있는 예술 관련 복합 시설이다. 사우스뱅크에 접하고있다. 로열 페스티벌 홀 (국립 시 도서관, 퀸 엘리자베스 홀, 퍼셀 룸 포함)과 헤이워드 갤러리로 이루어져 있다.
홀에서는 매년 음악, 무용, 문학 등 1,000 개 이상의 유료 프로그램이 개최되고 있으며, 로비에서 무료 프로그램 및 교육 행사가 300개 이상 실시되며, 연간 300만명 이상이 방문한다. 또한 헤이워드 갤러리는 연간 3-6회 미술 전시회가 개최되고 있다.